# 笹団子

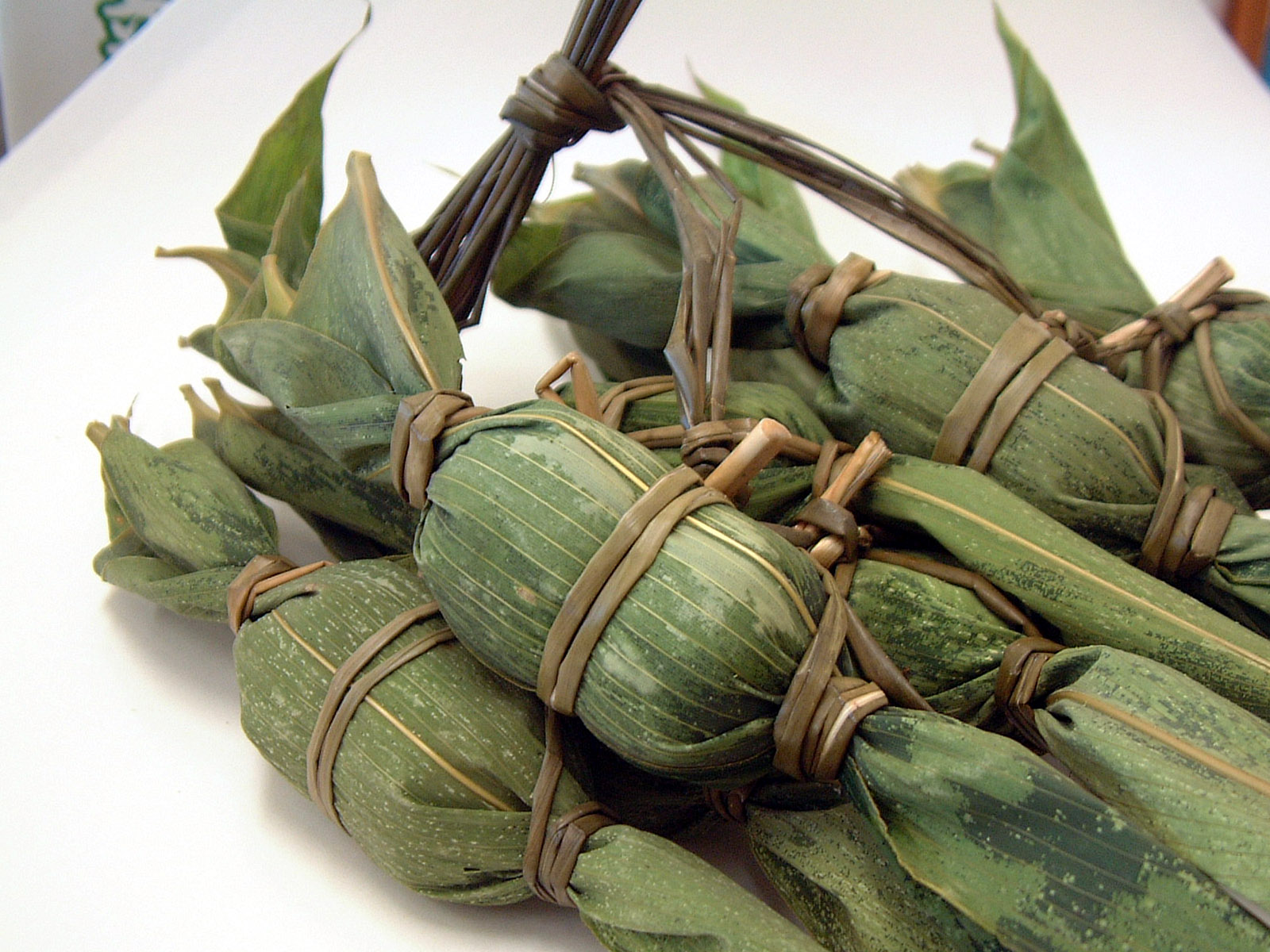
笹団子 外観

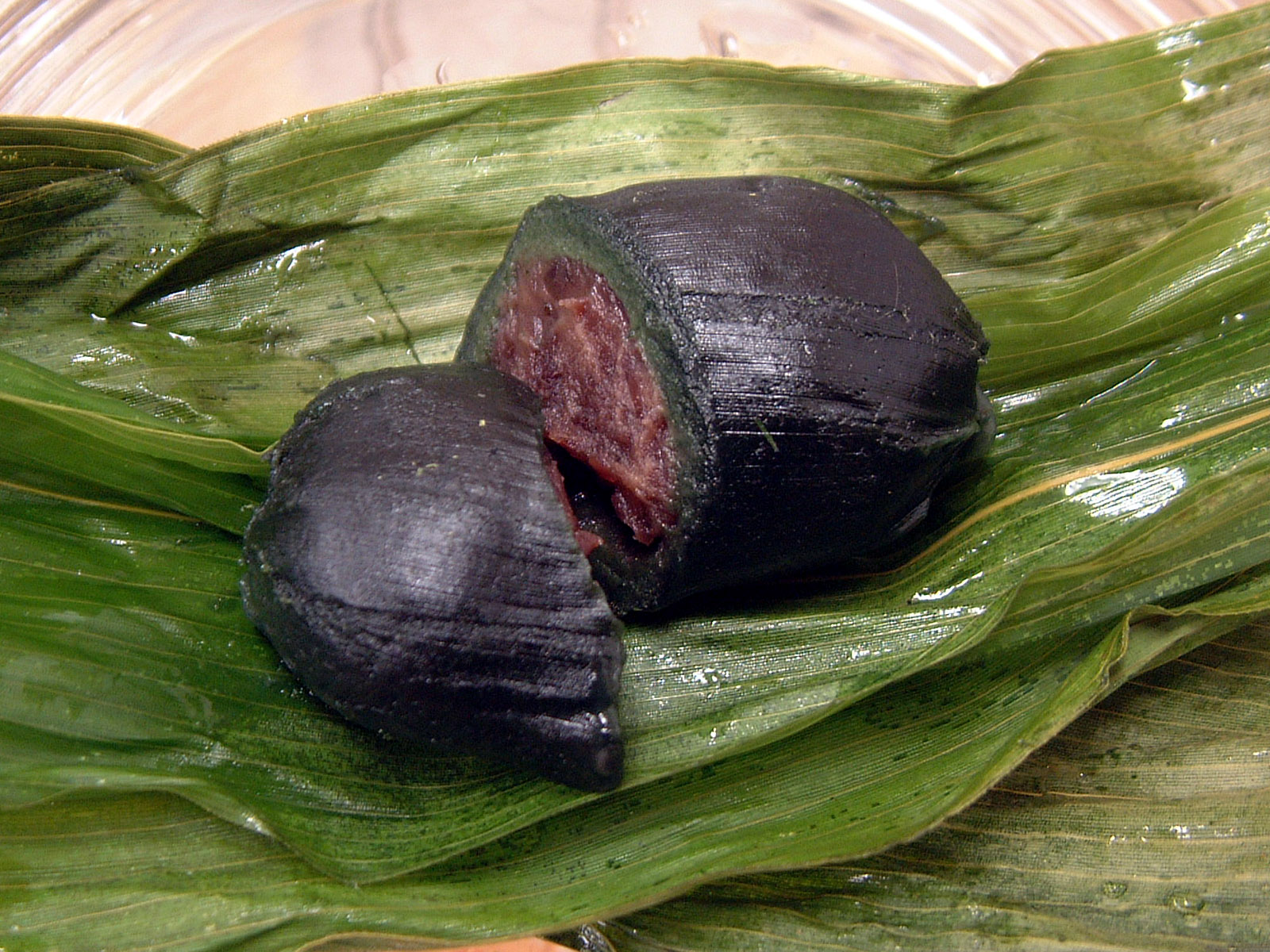
笹団子を開いたところ。但しこの画像は内容の説明用であり、実際に食べるにあたっては縦に持ち笹を半分めくって噛り付くのでこのようには開かない

笹団子（ささだんご）は、新潟県や山形県などの代表的な和菓子。

## 概要
餡の入ったヨモギ団子を数枚のササの葉でくるみ、スゲまたはイグサの紐で両端を縛り、中央で結んで蒸したり茹でたりして作られる(地域や生産者によって作り方が異なる)。北蒲原地方など地域によっては、中央で結ばないところもある。三条市の下田地区では「ごんぽっ葉」と呼ばれるオヤマボクチをヨモギの代わりに用いる。
他県にも類似の菓子が見られ、山形県では端午の節句の際に、ハレ食のおやつとして笹団子を食す
。また給食で出すところもあるほか、茨城県常陸太田市では「ちまき」として、笹団子に似た菓子が販売されている。ただし、この「ちまき」の団子は蓬を用いない白色のものである。

## 歴史
ササには殺菌効果があり、北越風土記によれば戦国時代に携行保存食として生まれたとされる。上杉謙信が発明したという俗説もある。主に春先に新潟の各家庭内で作られていた郷土食であり、中に餡を入れたものだけでなく、ひじきやあらめの煮物を入れたものも食された。現在知られているのは小豆餡の笹団子であるが、きんぴらなどあり合わせの総菜を詰めたり、中に何も詰めない団子（「男団子」と呼ぶ。対して餡を入れたものは「女団子」）も存在し、日常食として食された。
笹団子を「新潟土産の和菓子」として売り出し全国的な人気を得たきっかけは、昭和39年の新潟国体(第19回国民体育大会)開催だったとされる。『新潟県の百年企業』（新潟日報事業社刊、2011年）等によれば、1961年（昭和36年）、新潟市中央区西堀前通4番町に店舗がある老舗・笹川餅屋（1883年《明治16年》創業）4代目店主の笹川勇吉（新潟郷土史研究家・地域文化功労者として文部大臣賞受賞）が所属している新潟市土産品協会に、新潟県と新潟市から新しい新潟土産物の開発を依頼され、1964年（昭和39年）開催の新潟国体の団体向けのお土産として、勇吉が自店で製法を見直し日持ちするよう改良した笹団子を開発。これにより新潟県と新潟市から推薦特産品として初認定を受け、「新潟みやげ菓子の笹団子」として全国へ知れ渡る火付け役となった。その反面、土産物として得た名声と引き換えに、各家庭で作るものではなくなり、その習慣を知る人も減っていった。ただし完全に家庭での手作りが廃れたわけではなく、県内のスーパー等には春先を中心に笹団子作りに用いる笹葉やスゲ紐、固くなることを遅らせる添加物「笹団子の素」などが売られている。
株式会社ニューズ・ライン社の新潟情報誌『WEEK!』2016年3月18日号は、特集記事「バリエーション多彩なキングオブ新潟手土産 笹団子コレクション 知らなかった！？笹団子の今昔物語」「新潟土産の頂点に立った理由」として上記同様に新潟みやげ笹団子の元祖笹川餅屋を取材し、笹団子が新潟土産の定番になった経緯を紹介。1966年（昭和41年）に笹川勇吉がNHKに出演して笹団子の包み方を紹介した際の写真も掲載し、新潟県民に対して笹団子の歴史認識向上を促した。
現在ではスーパーは勿論、県内の主要駅・道の駅・パーキングエリア・サービスエリアなどで販売されているほか、上越新幹線や特急列車では車内販売も行っている。新潟県民にとっては親しみのある菓子であり、「新潟のソウルフード」と呼ぶ人もいるほど地域に根づいている。また、福島県会津地方でも地元菓子店が製造販売する例が見られる。